# Théophile Peyron
Pour les articles homonymes, voir Peyron.
 (octobre 2011).
Si vous disposez d'ouvrages ou d'articles de référence ou si vous connaissez des sites web de qualité traitant du thème abordé ici, merci de compléter l'article en donnant les références utiles à sa vérifiabilité et en les liant à la section « Notes et références ».

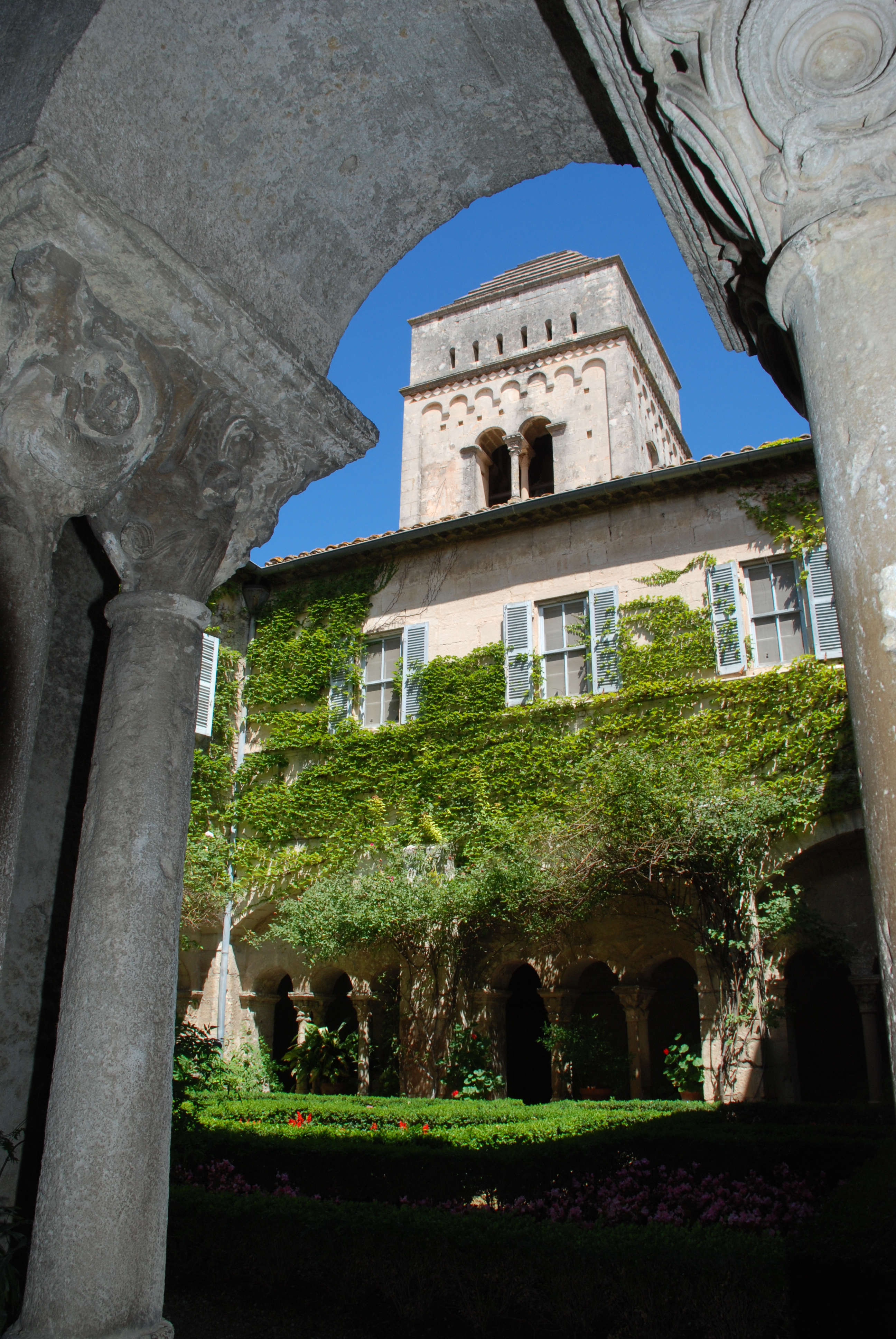
Le clocher vu du cloître, à l'asile d'aliénés où fut interné Vincent Van Gogh

Théophile Zacharie Auguste Peyron (Viens, 18 novembre 1827 - Saint-Rémy-de-Provence, 19 janvier 1895) est le médecin-chef de l'asile pour aliénés mentaux de Saint-Rémy-de-Provence où Vincent van Gogh s'est rendu de lui-même et où il a été interné le 8 mai 1889 pour « hallucinations auditives et visuelles » jusqu'au 16 mai 1890. 
Ancien médecin militaire de la marine, puis ophtalmologue à Marseille, Peyron n'a pas de compétence particulière en psychiatrie, et à l'époque ne dispose d'aucun traitement pour les troubles psychiatriques. L'asile, installé dans les locaux de l'ancien monastère Saint-Paul-de-Mausole qu'il dirige, est géré comme une caserne de manière paternelle et distante. Hommes et femmes internés sont séparés, les plus pauvres dorment dans la salle commune, les plus fortunés louent une chambre. Van Gogh dispose de deux pièces que lui a louées son frère, une pour dormir, une pour peindre. Peyron note dans le registre d'admission le 7 mai : « J’estime… que M. Van Gogh est sujet à des attaques d'épilepsie fort éloignées les unes des autres et qu’il y a lieu de le soumettre à une observation prolongée dans l’établissement ».
Peyron entretenait une correspondance régulière avec Théo, le frère de Vincent, connue par trois lettres. Dans celle du 26 mai 1889, en se refusant à donner tout diagnostic de la maladie qui affecte « gravement » Vincent, il évoque une « forme d'épilepsie » après la première crise à l'asile, confirmant ainsi le diagnostic que Vincent Van Gogh donne dans sa lettre du 9 mai 1889. Cependant Peyron autorisait Vincent Van Gogh à sortir et à peindre dans la campagne accompagné de l'infirmier Georges Poulet. En juillet 1889 à la suite de la seconde crise durant laquelle Van Gogh va tenter de manger de la peinture, Peyron lui interdit de peindre. Peyron agira de même après la troisième crise de décembre 1889, au cours de laquelle Van Gogh a encore tenté d'avaler de la peinture, ne lui autorisant que la pratique du dessin. La quatrième crise a lieu au cours d'une sortie autorisée par Peyron à Arles et dure deux mois, entre février et mars 1890. Peyron autorise finalement Vincent, sur la recommandation de Théo et de Pissarro, à rejoindre Paul Gachet à Auvers-sur-Oise.